# Крымский университет культуры, искусств и туризма
Крымский университет культуры, искусств и туризма (КУКИиТ) — высшее учебное заведение в Симферополе, осуществляющее подготовку специалистов в области культуры и искусства.

## История
Университет ведёт свою историю с 1948 года, когда была создана Крымская кульпросветшкола. Спустя десять лет она была объединена с Крымским училищем культуры и Симферопольским библиотечным техникумом. В 1966 году учебное заведение было преобразовано в Крымское областное кульпросветучилище. В 1990 году учебное заведение стало Крымским училищем культуры. В 2002 году на его базе был основан крымский факультет Киевского национального университета культуры и искусств.
Постановлением Совета министров Автономной Республики Крым № 390 от 2004 года учебное заведение было преобразовано в Крымский университет культуры, искусств и туризма.
После аннексии Крыма Россией университет был ликвидирован и создан заново под российской юрисдикцией. В ходе проведения ремонтных работ 2017—2018 годов Служба финансового надзора Республики Крым установила, что акт приёма выполненных работ включал в себя те работы, которые подрядчик не выполнил. В результате университет вернул в бюджет Крыма 223 тысячи рублей. В 2019 году Рособрнадзор отказал в переоформлении государственной аккредитации университета по направлению магистратуры «Изобразительное и прикладные виды искусств». В апреле 2021 года согласно заключению экспертов аккредитационной экспертизы университет успешно её прошёл.
24 сентября 2021 года Рособрнадзор аккредитовал университет сроком на шесть лет.

## Руководство
- Андронова Ирина Фёдоровна (2001—2010)[1]
- Габриелян Олег Аршавирович (2010—2015)[1]
- Горенкин Валерий Анатольевич (с 2015)[9]

## Структура
Структура университета указана по состоянию на 2020 год:
- Театральный колледж;
- Факультет искусств;
- Факультет художественного творчества;
- Факультет социокультурной деятельности;
- Факультет повышения квалификации и дополнительного образования[11].

## Материально-техническая база
Университет имеет четыре корпуса, библиотеку, два актовых зала, два спортивных тренажёрных зала и студию звукозаписи. В 2015 году Совет министров Республики Крым передал университету нежилое здание по адресу ул. Пушкина / ул. Горького, 15/10, которое ранее принадлежало Крымскому академическому театру имени М. Горького. В 2020 году учебные аудитории университета разместились в бывшем здании Дворянского собрания после трёхлетней реставрации памятника архитектуры и приспособления здания для обучения студентов.
Одной из проблем университета является отсутствие общежития.